# Jacobo Odriozola
Jacobo Odriozola Losada (Santander (Cantabria), España, 28 de marzo de 1973) es un exjugador de Baloncesto Español. Jugó en las posiciones de Alero o Escolta. Se retiró en la temporada 2016/2017 en el Cubers Écolè de la Primera división nacional de Asturias.

## Biografía
Se formó deportivamente hablando en el Castroverde y su trayectoria en las diferentes ligas españolas es dilatada, habiendo pasado por el Fórum Valladolid, León Caja España, Caja San Fernando y Leche Río Breogán. Internacional junior, Jacobo Odriozola fue subcampeón de Copa y Liga con el Caja San Fernando en la temporada 1998/99. Su mayor logro individual fue en el 2001 con el Campeonato del Concurso de Triples de la liga ACB. 
El 2 de enero de 2008, el Cantabria Lobos, confirma el fichaje de Odriozola hasta la final de la temporada en la Adecco LEB ORO. Durante la temporada 2008/2009 y 2009/2010 el jugador cántabro jugó con el C.D. Estela Santander para disputar la Liga EBA.
En la temporada 2013/2014 se une al BVM2012 de la Primera División Nacional de Asturias, logrando el campeonato de liga y más tarde el ascenso a Liga EBA en la final interautonómica de Ponferrada disputada en El Toralín.
En diciembre de 2016 ficha por el que fuera su último equipo antes de la retirada definitiva, el Écolè Baloncesto, equipo de la Primera División Nacional de Asturias, consiguiendo el título de campeón de Asturias y el ascenso a Liga EBA.

## Clubes
- Castroverde. Categorías inferiores.
- 1989-90 Segunda División. Castroverde.
- 1990-92 Fórum Filatélico Valladolid Junior. También juega con el primer equipo
- 1992-93 Segunda División. Fórum Filatélico Valladolid Sub-23.
- 1992-96 ACB. CB Valladolid.
- 1996-98 ACB. CB León.
- 1998-99 ACB. Caja San Fernando.
- 1999-02 ACB. Breogán Lugo.
- 2002-04 ACB. CB Valladolid.
- 2003-04 LEB CB Los Barrios
- 2004-06 LEB Lobos Cantabria
- 2006-07 LEB 2 CB Ourense
- 2007-08 LEB Cantabria Baloncesto
- 2008-10 EBA CD Estela
- 2009-10 EBA CD Estela
- 2013-14 BVM 2012
- 2016-17 École Baloncesto